# Петър Станоев
Петър Станоев Абаджиев с псевдоним П. Вангелов е български революционер, деец на Вътрешната македоно-одринска революционна организация.

## Биография
Петър Станоев е роден в 1888 година в Неготино, тогава в Османската империя. Негов по-голям брат е революционерът Александър Станоев. Присъединява се към ВМОРО през Балканските войни и се включва в отряда на Христо Чернопеев. След края на Първата световна война се установява в България, където отваря собствена бакалница „Тиквеш“. Междувременно участва в дейността на ВМРО (обединена). Умира на 23 декември 1969 година в София.